# Isosaari (ö i Finland, Kajanaland, Kehys-Kainuu, lat 64,63, long 28,99)
Isosaari är en ö i Finland. Den ligger i sjön Saarijärvi och i kommunen Hyrynsalmi i den ekonomiska regionen  Kehys-Kainuu  och landskapet Kajanaland, i den centrala delen av landet, 500 km norr om huvudstaden Helsingfors. Öns area är 0,4 hektar och dess största längd är 110 meter i sydöst-nordvästlig riktning.